# Swainsona gracilis
Swainsona gracilis är en ärtväxtart som beskrevs av George Bentham. Swainsona gracilis ingår i släktet Swainsona och familjen ärtväxter. Inga underarter finns listade i Catalogue of Life.